# Shujauddin Muhammad Khan

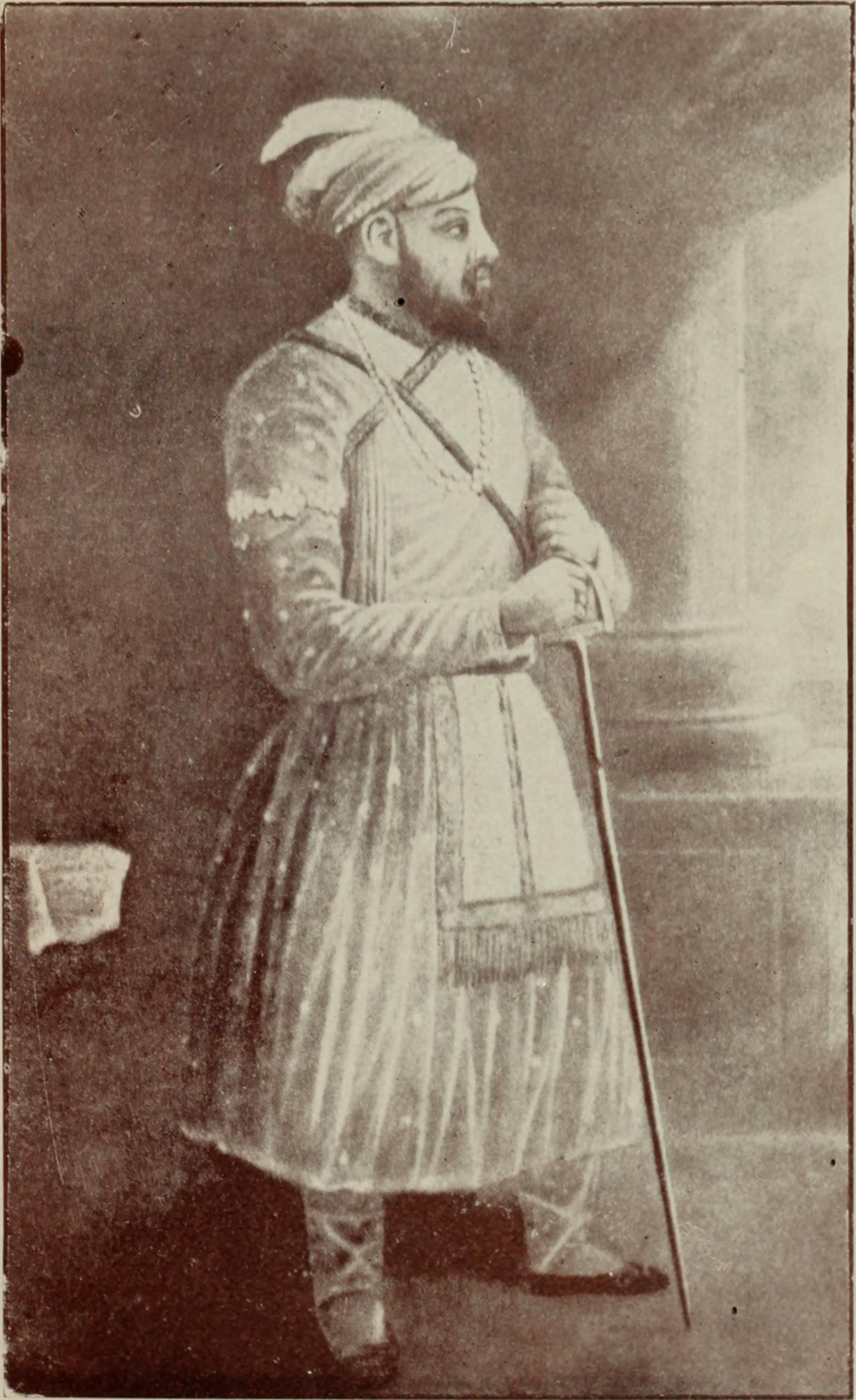
Shujauddin Muhammad Khan

Shujauddin Muhammad Khan (Burhanpur, 1670 - Murshidabad, 26 augustus 1739) was nawab van Bengalen tussen 1727 en zijn dood in 1739. 
Als zoon van de vooraanstaande edelman Jan Muhammad Khan werd hij in 1719 benoemd tot subahdar (gouverneur) van Orissa. Hij was getrouwd met een dochter van de machtige nawab van Bengalen, Murshid Quli Khan. De laatste benoemde in juni 1727 op zijn sterfbed zijn kleinzoon Safaraz Khan tot opvolger. Shujauddin Muhammad Khan dwong Safaraz Khan (zijn zoon) echter de troon op te geven en installeerde zich in augustus 1727 in Murshidabad als de nieuwe nawab. De machtsovername in Bengalen had de steun van Mogolkeizer Muhammad Shah in Delhi.
Als nawab bleef Shujauddin Muhammad Khan net als zijn voorganger Murshid Quli Khan trouw belastinggeld aan de keizer in Delhi overdragen. Omdat andere subahdars in het Mogolrijk dit nalieten was de keizer sterk afhankelijk van Bengalen. In ruil voor deze loyaliteit kon de nawab van Bengalen in zijn provincies (de subahs Bengalen, Orissa en Bihar) ongehinderd zijn gang gaan. Shujauddin Muhammad Khan brak met de centralisatiepolitiek van zijn voorganger en stopte het vervolgen van rijke landeigenaren (zamindars) en annexeren van hun gebied. Tijdens zijn regering kwamen onenigheden voor tussen lokale machthebbers en de Engelse, Nederlandse en Franse handelaren die zijn langs de Hooghly gevestigd hadden, maar deze werden door middel van diplomatie opgelost.
Toen Shujauddin Muhammad Khan in 1739 stierf volgde zijn zoon Safaraz Khan hem op. Deze werd echter in 1741 verslagen en gedood door de gouverneur van Azimabad (Patna), Alivardi Khan.